# Leptonová éra
Ve fyzikální kosmologii byla leptonová éra obdobím ve vývoji raného vesmíru, ve kterém leptony dominovaly hmotě vesmíru. Začala zhruba 1 sekundu po Velkém třesku, poté co anihilovala většina hadronů a antihadronů na konci hadronové éry. Během leptonové éry byla teplota vesmíru ještě dostatečně vysoká na to, aby se vytvářely páry leptonů a antileptonů, takže leptony a antileptony byly v tepelné rovnováze. Přibližně 10 sekund po Velkém Třesku teplota vesmíru klesla k bodu, kdy přestalo docházet k tvorně leptonových a antileptonových párů. Většina leptonů a antileptonů pak byla zničena při anihilaci, přežila pouze malá část leptonů. Energie vesmíru byla následně tvořena především fotony, vesmír tak vstoupil do následující fotonové éry.

## Další literatura
- Allday, Jonathan (2002). Kvarky, leptony a Velký třesk (Quarks, Leptons and the Big Bang. Second Edition). ISBN 978-0-7503-0806-9.